# Mohamed Awad (Fußballspieler, 1992)
Mohamed Hussein Awad Moussa (arabisch محمد حسين عواد موسى, DMG Muḥammad Ḥusain ʿAwwād Mūsā; * 6. Juli 1992 in Ismailia) ist ein ägyptischer Fußballtorhüter.

## Karriere

### Klub
In seiner Jugend spielte er für den Ismaily SC und wechselte zur Saison 2012/13 von der U23 in die erste Mannschaft. Nach gut zwei Jahren ging es für ihn Anfang Januar 2015 leihweise bis zum Saisonende zu al-Masry. Danach war er wieder eine Zeit lang durchgehend bei Ismaily. Die nächste Leihe erfolgte dann über die komplette Saison 2018/19 nach Saudi-Arabien zu al-Wahda. Nach seiner Rückkehr nach Ägypten wechselte er dann zur Saison 2019/20 fest in den Kader vom Zamalek SC.

### Nationalmannschaft
Mit der U20 von Ägypten war er bei der Afrikameisterschaft 2011, erhielt dort jedoch keinen Einsatz. Erst bei einem Freundschaftsspiel gegen die Auswahl von Costa Rica, bekam er 30 Minuten Spielzeit zwischen den Pfosten. Bei der Weltmeisterschaft 2011, wurde er im ersten Gruppenspiel gegen Brasilien in der 89. Minute für den verletzten Ahmed El-Shenawy eingewechselt.
Bis es zu einem Einsatz für die A-Mannschaft kam, sollte es einige Jahre dauern. Erstmals Platz im Kader fand er im Juni 2015 bei einem Freundschaftsspiel. Seinen ersten Einsatz bekam er schließlich am 27. März 2018 bei einem Freundschaftsspiel gegen Griechenland. Bei der 0:1-Niederlage stand er in der Startelf und hütete über die vollen 90. Minuten das Tor. Sein letztes Spiel hatte er bei einem 1:0-Freundschaftsspielsieg über Botswana am 14. Oktober 2019. Hier wurde er in der 61. Minute für Mohamed El Shenawy eingewechselt.